# Stone (Kent)
Stone – wieś w Anglii, w hrabstwie Kent, w dystrykcie Dartford. Leży 27 km na północny zachód od miasta Maidstone i 29 km na wschód od centrum Londynu. W 2015 miejscowość liczyła 7090 mieszkańców.